# Kalâat el-Andalous
Kalâat el-Andalous (arabe : قلعة الأندلس) est une ville située à une trentaine de kilomètres au nord de Tunis.
Rattachée au gouvernorat de l'Ariana, elle constitue une municipalité comptant 18 211 habitants en 2014.
Son nom qui signifie « citadelle des Andalous » évoque l'installation de Morisques chassés d'Espagne et d'Andalousie au XVIIe siècle dans la vallée fertile de la Medjerda.
Le site est connu dans l'Antiquité sous le nom de Castra Corneliana.
L'activité dominante est l'agriculture qui bénéficie de la proximité du seul fleuve pérenne de Tunisie.
La ville est dédoublée avec un village littoral qui accueille un port de pêche. La proximité de l'agglomération tunisoise dont elle constitue une limite septentrionale et la beauté d'un cordon littoral de sable en font l'un des futurs espaces touristiques de la capitale.

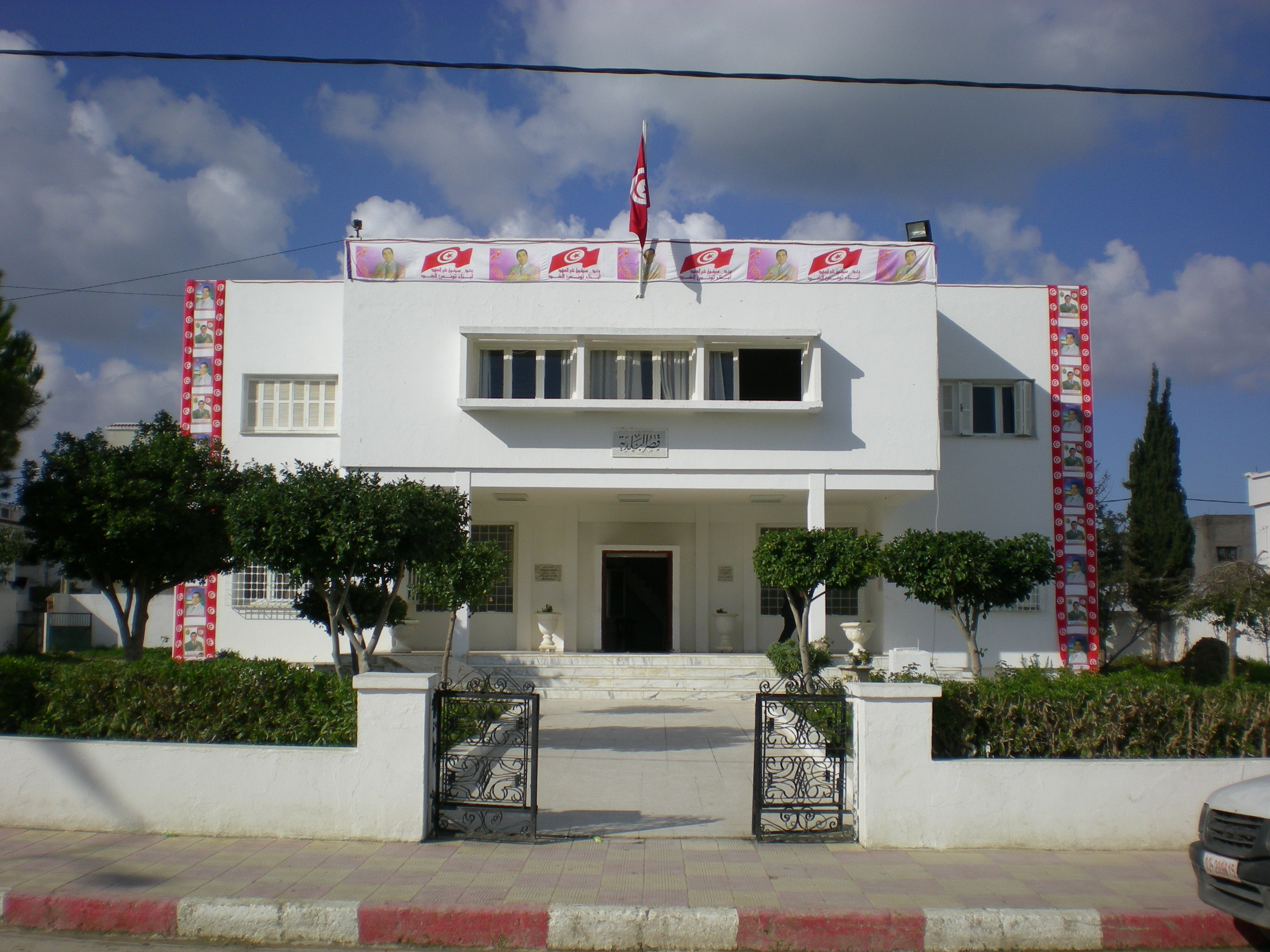
Siège de la municipalité
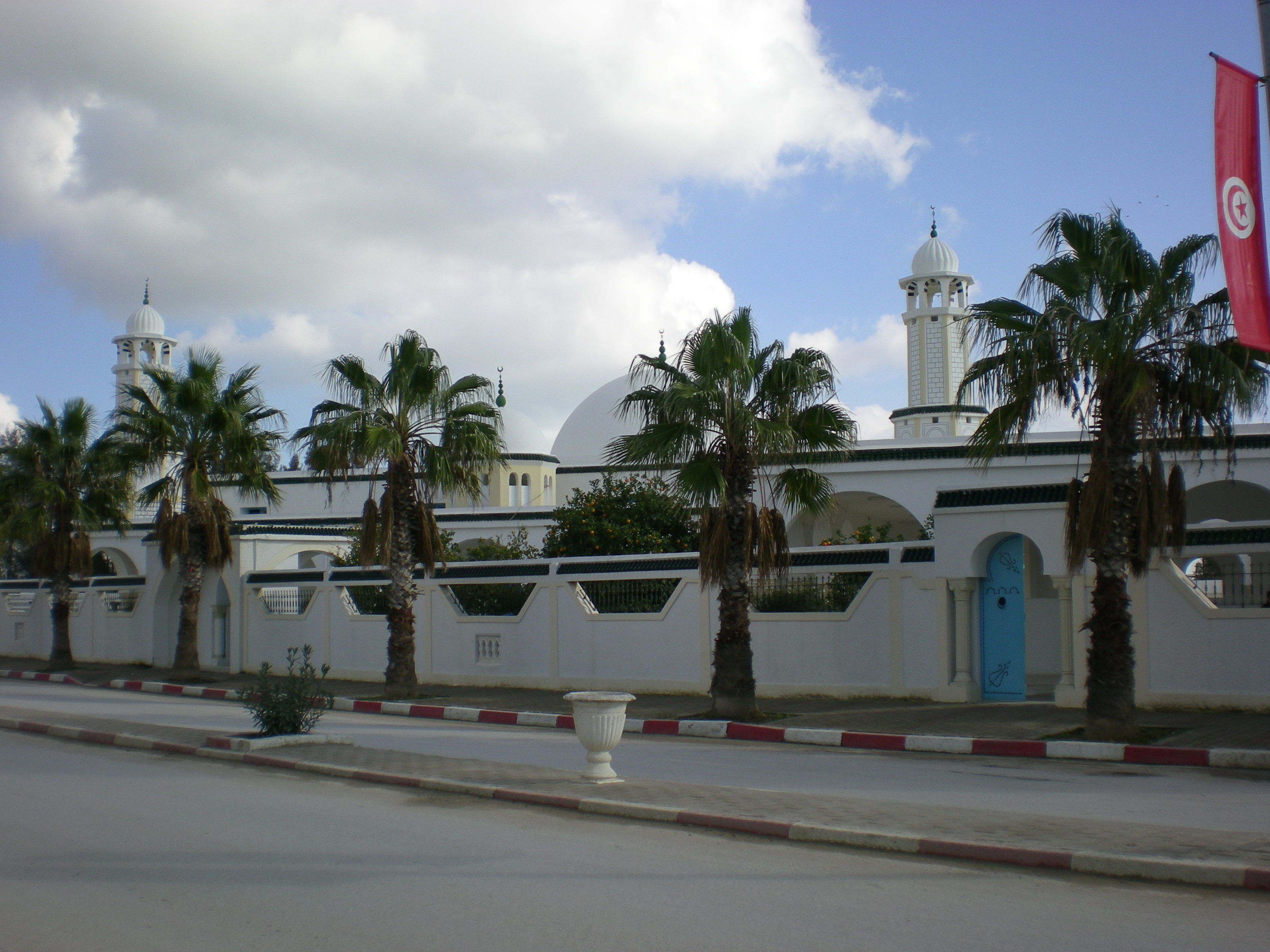
Mosquée de Cordoba
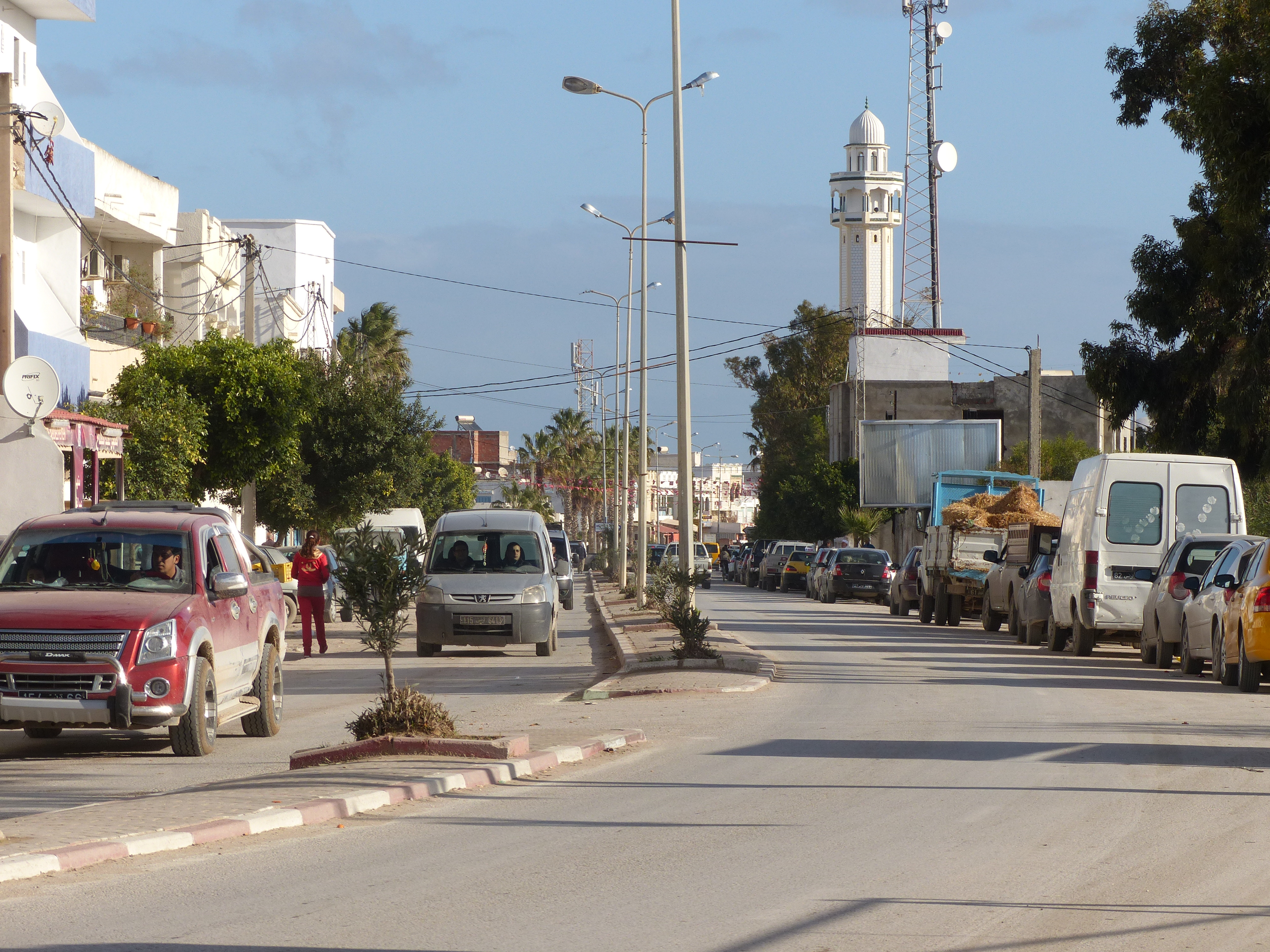
Rue principale